# Policía Federal Preventiva
La Policía Federal Preventiva (PFP), fue un cuerpo de policía de México, que existió desde el año 1999 hasta el año 2009. Fue creada en el mandato del presidente Ernesto Zedillo Ponce de León,  por la ley publicada el 4 de enero de 1999, la cual fusionó la Policía Federal de Caminos, Policía Fiscal y además se le integró personal proveniente de la Armada de México. En su origen estuvo adscrita a la Secretaria de Gobernación, pero al año siguiente durante el gobierno de Vicente Fox pasó a formar parte de la Secretaría de Seguridad Pública.
La creación de la Policía Federal Preventiva se fundamentó en un cambio de fondo en lo relativo a seguridad pública, con el propósito de que la federación mexicana cumpliera debidamente con su responsabilidad constitucional en lo referente a la prevención del delito y mejorar el funcionamiento de los servicios de seguridad pública a su cargo.

## Visión
Ser una institución comprometida con la sociedad en la prevención del delito y combate a la delincuencia, que preserve la integridad y el patrimonio de las personas, la paz y el orden públicos, así como el estado de derecho, cuya actuación este apegada a los principios de legalidad, eficiencia, profesionalismo y honradez, con pleno respeto a los derechos humanos. Mantener y fortalecer la estrategia de comunicación social y la relación con los medios que permite la difusión oportuna y veraz de acciones y trabajo de la Policía Federal Preventiva.

## Objetivos estratégicos
- Prevenir y combatir la comisión de delitos para garantizar la paz y el orden públicos.
- Combatir la corrupción, depurar y dignificar al cuerpo policial.
- Fortalecer la profesionalización de los integrantes de la institución.
- Mejorar la percepción ciudadana del quehacer institucional.
- Promover la participación ciudadana en la prevención de delitos.
- Consolidarse como la Institución más importante del país en la materia.
- Fortalecer su estructura orgánica y funcional.
- Administrar eficientemente los recursos.
- Incrementar y fortalecer el despliegue operativo a nivel nacional.
- Fortalecer las actividades de inteligencia.
- Fortalecer los mecanismos de coordinación interinstitucional con los tres órdenes de gobierno.
- Promover la actualización del marco jurídico.
- Fortalecer y modernizar la infraestructura tecnológica.

## Estrategia
La Policía Federal Preventiva se establece como elemento central de la estrategia general contra el crimen organizado y la delincuencia en México, no sólo al prevenir los delitos federales y del fuero común en el ámbito federal, sino al constituirse en una institución de excelencia, capaz de coadyuvar con las policías locales y ministerios públicos en la investigación de los delitos de alto impacto social. Los objetivos estratégicos son:
- La adecuación al marco legal para combatir la delincuencia organizada.
- El establecimiento del Sistema Nacional de Seguridad Pública.
- La evaluación y ajuste permanente de la estrategia para el control de drogas en México.

El 10 de julio de 2008, el gobierno mexicano anunció la intención de duplicar el número de policías de la PFP para escalar la guerra contra el narcotráfico. La campaña de reclutamiento también incluyó a la comunidad universitaria.

### Desarrollo Institucional
La Estrategia Integral de Prevención del Delito y Combate a la Delincuencia se sustenta en un proceso de reingeniería para el desarrollo organizacional, así como en sistemas y procesos en el desempeño institucional, con un enfoque transversal en la profesionalización mediante la creación de tres academias de la Secretaría de Seguridad Pública con propósito de contar con mexicanos comprometidos con legalidad, eficiencia, profesionalismo y honradez:
Escuela Básica de Policía.
Para generar los procesos formativos y de capacitación en alumnos con nivel bachillerato.
Escuela Superior de Investigación.
Está orientada a todos aquellos aspirantes y policías en activo que opten por su profesionalización, a partir de méritos académicos y de desempeño establecidos en el servicio de carrera policial. Su incorporación será en áreas específicas de inteligencia.
Instituto para la Especialización de Mandos de Policía.
Es la instancia educativa superior para generar los cuadros que puedan dirigir fuerzas públicas federales, locales o municipales, bajo estándares internacionales y con metodologías homologadas para una actuación uniforme a criterios de control y confianza.

## Transporte
La Policía Federal Preventiva contaba con varios vehículos terrestres, aéreos y marinos. Se calcula que poseía más de 1000 automóviles patrulla. Los modelos y fabricantes de las aeronaves que integraban la flota de la Policía Federal Preventiva, se encuentra clasificada como reservada, para proteger la eficiencia y la vida de los agentes.
El entrenamiento aéreo de los pilotos se lleva a cabo en las instalaciones de la Escuela de Aviación Naval localizada en Las Bajadas, Veracruz.

## Desintegración de la Policía Federal Preventiva
El 21 de octubre de 2008, el presidente Felipe Calderón propuso desintegrar la Policía Federal Preventiva para sustituirla por un organismo diferente, debido a que la Policía Federal Preventiva no había dado los frutos esperados y no había sido la institución sólida capaz de servir de modelo para todas las policías del país.  La nueva corporación, que se denominará Policía Federal, previa como auxiliares a las policías del Distrito Federal, de los estados y de los municipios. Esta decisión se dice no fue inesperada, dada la insuficiente cantidad de convicciones, el incremento alarmante de violencia, secuestros y casos de corrupción y complicidad de los elementos con el crimen organizado.
Finalmente en la Policía Federal Preventiva fue reestructurada como Policía Federal con facultades de investigación por la nueva ley publicada el 1º de junio de 2009 por el presidente Felipe Calderón como brazo operativo en la lucha contra la delincuencia organizada.